# Monte Kulal
Il monte Kulal è una montagna situata nella parte settentrionale del Kenya, nella zona a sud-est del lago Turkana. Nel 1978 è stata dichiarata dall'UNESCO riserva della biosfera.
La quota massima è di 2380 m s.l.m., ma è dai 1600 metri che inizia la fascia di foresta. Nelle valli interne che caratterizzano la morfologia del Kulal, troviamo una ricca vegetazione che nelle parti basse è rappresentata anche da papiro.
Da Loyangalani, villaggio che si trova sul lago Turkana, dopo un tragitto in fuoristrada di 2 ore si arriva al villaggio di Gatab. La popolazione presente è quella dei Samburu, che attualmente conta 1800 persone. Popolo in origine pastore, da qualche anno si dedica all'agricoltura nelle zone fertili della montagna coltivando specialmente specie orticole.
La montagna è interessata da molte piogge, la temperatura varia dai 10 °C e 90% di umidità la notte per arrivare ai 32 °C e 22% di umidità durante il giorno.
Data l'escursione termica, al mattino sono quasi sempre presenti delle fitte nebbie, ma uno degli aspetti caratteristici della montagna, è la continua presenza del forte vento.
È un'area di particolare interesse naturalistico ed etnografico.